# Posztmodern filozófia
A posztmodern filozófia a 20. század második felében kialakult filozófiai irányzat, amely kritikusan viszonyul a modernizmus eszméihez és a felvilágosodás örökségéhez. A posztmodern gondolkodók megkérdőjelezik az objektív igazság, a racionalitás és az univerzális értékek létezését, helyettük a pluralizmust, a relativizmust és a dekonstrukciót helyezik előtérbe.

## Főbb jellemzői
A posztmodern filozófia főbb jellemzői közé tartozik:
- A metanarratívák elutasítása
- A nyelv és a diskurzus központi szerepe
- A dekonstrukció módszere
- A relativizmus és a pluralizmus hangsúlyozása
- Az igazság és az objektivitás fogalmának megkérdőjelezése

A posztmodern gondolkodók, mint például Jacques Derrida, különös figyelmet fordítottak a nyelv szerepére a filozófiában és a kultúrában.

## Jelentős képviselők
A posztmodern filozófia néhány kiemelkedő képviselője:
- Jacques Derrida
- Jean-François Lyotard
- Michel Foucault
- Jean Baudrillard
- Gilles Deleuze

Jean-François Lyotard A posztmodern állapot című művében részletesen tárgyalja a posztmodern gondolkodás alapjait és társadalmi következményeit.

## Kritikák
A posztmodern filozófiát számos kritika érte, többek között:
- Relativista álláspontja miatt
- A tudomány és a racionalitás látszólagos elutasítása miatt
- Az etika és a politika terén felmerülő következményei miatt